# Vaccinarea câinilor
În total, cățelului trebuie să i se administreze 5 vaccinuri de imunizare, la perioade de timp bine definite.
Vaccinurile sunt esențiale pentru sănătatea patrupedului și chiar pentru viața acestuia, având rolul de a-l imuniza împotriva unor boli care pot fi fatale, și anume:
- Maladia Carre (cunoscută, popular, sub numele de jigodie)
- Hepatita infecțioasă
- Parvoviroza
- Parainfluența Canina
- Leptospiroza
- Rabie

Cele 5 vaccinuri incluse în schema obligatorie de vaccinare a câinelui:
- Primul vaccin la căței - 6 săptămâni: Primul vaccin la câini se face după o lună și jumătate de viață și este vaccinul monovalent P, împotriva Parvovirozei.
- Al doilea vaccin la căței - 8 săptămâni: La vârsta de 2 luni, cățelului i se administrează un al doilea vaccin, și anume vaccinul bivalent DP, care imunizează puiuțul împotriva Parvovirozei și a Jigodiei.
- Al treilea vaccin la căței - 10 săptămâni: La vârsta de două luni și jumătate, cățelul trebuie dus din nou la veterinar pentru a i se administra vaccinul trivalent DHP + L, care îi va întări sistemul imunitar împotriva Jigodiei, a Hepatitei Infecțioase, a Parvovirozei și a Leptospirozei.
- Al patrulea vaccin - 12 săptămâni: La vârsta de 3 luni, cățelului i se va administra vaccinul polivalent DHPPi, care îi va oferi imunitate împotriva Jigodiei, Hepatitei Infecțioase, Parvovirozei și a Parainfluenței.
- Al cincilea vaccin -  12 săptămâni: Tot la vârsta de 3 luni, cățelului i se va administra ultimul vaccin - vaccinul RL, antirabic și împotriva Leptospirozei.

Vaccinarea pentru imunizare trebuie să se realizeze anual, de aceasta dată fiind administrat vaccinul DHPPiL-R, care protejează împotriva tuturor bolilor menționate anterior, dar care include și vaccinul antirabic, obligatoriu de făcut în fiecare an.